# 九八式固定機関銃
九八式固定機関銃は、大日本帝国陸軍が試作した機関銃（航空機関銃）である。

## 概要
昭和13年(1938年)、ドイツのラインメタル社が開発した7.92mm機関銃(MG 15 機関銃、MG 17 機関銃)を、大日本帝国陸軍がライセンス生産しようと試みた。しかし、固定機銃は試作のみで量産化を見送った。復座用のバネに用いるピアノ線が量産できなかったためであった。
威力は、射程200mで9mm厚の鋼板を貫通した。